# 牧野光朗
牧野 光朗（まきの みつお、1961年〈昭和36年〉8月16日 - ）は、日本の政治家、銀行員。元長野県飯田市長（4期）。

## 来歴
長野県飯田市出身。長野県飯田高等学校を経て、1985年（昭和60年）3月、早稲田大学政治経済学部卒業。同年4月、日本開発銀行（現・日本政策投資銀行）に入行。富山事務所調査役、企画部調査役を経て、2001年（平成13年）3月、同行のフランクフルト事務所長に就任。2002年（平成14年）6月、大分事務所長に就任。2004年（平成16年）3月、退職。
同年10月24日に行われた飯田市長選挙で2候補を相手に戦い初当選した。10月28日、市長就任。2008年（平成20年）、再選。2012年（平成24年）、無投票で3選。2016年（平成28年）、無投票で4選。
2017年（平成29年）より全国市長会副会長。
2020年（令和2年）10月18日実施の市長選挙に5選を目指し立候補したが、前副市長の佐藤健に敗れ落選した。